# Fyfe Hills
Fyfe Hills är en kulle i Antarktis. Den ligger i Östantarktis. Australien gör anspråk på området. Toppen på Fyfe Hills är 37 meter över havet.
Terrängen runt Fyfe Hills är kuperad åt sydost, men åt nordväst är den platt. Havet är nära Fyfe Hills åt nordväst.  Trakten är obefolkad. Det finns inga samhällen i närheten.